# Louis Moynat
Louis Moynat, né le 27 août 1877 à Moutier dans le canton de Berne en Suisse et décédé le 6 avril 1964 à Thonon-les-Bains, est un architecte et entrepreneur français.

## Biographie
Il est le fils d'un entrepreneur de travaux publics, Jean-Joseph Moynat. En 1898, il est admis à l’École nationale supérieure des beaux-arts à Paris dans l’atelier de Gaston Redon et obtient son diplôme en 1905.
À la fin de ses études, il s'installe à Thonon-les-Bains. Il collabore en 1900 à la construction de la Villa Norris, villa située à Thonon sur le boulevard de la Corniche ; il conçoit ses premiers plans, pour l'école Carnot de Thonon, en 1906. Son début de carrière est marqué par la réalisation du collège Jean-Jacques Rousseau et son partenariat avec l’architecte Jean Monico (1867-1936). Il construit également l'ancien hôtel des Postes, et, en 1910, l'ancien Hôtel de l'Europe Rue Michaud, monument sous protection contrôlé.
En 1921, il est élu conseiller municipal de Thonon, sur la liste du maire de l'époque, Paul Jacquier, et il fonde la même année une agence secondaire à Annemasse. 
Il est l'architecte du monument aux morts de Thonon Les Allobroges,, et du monument aux morts d'Annemasse. En 1922, Louis Moynat inaugure la salle de gymnastique des fêtes de l'Étoile sportive qui deviendra l'actuel cinéma l'Étoile. Il édifie sur le boulevard de la Corniche la Villa Breda (1924) et la Villa Waller (1926), ainsi que la Villa Boccard (1929) sur ce qui est aujourd'hui l'avenue du Général-de-Gaulle.
En 1927, il réalise l'hôtel Savoie et Léman, où emménage l'école hôtelière internationale Savoie-Léman en 1935. 
En 1933, il se construit un atelier et villa à Thonon-Les-Bains, actuellement un bâtiment de logement connu sous le nom la tour Moynat. Thonon-les-Bains lui doit également, en coöpération avec André Lhote, le Champignon de la Versoie (1934), fontaine publique de la source de la Versoie ,. C'est la période Art déco. Déjà en 1932 il a réalisé dans le style Art déco la villa Chale à Évian-les-Bains, et en 1937 il construit dans ce style le bâtiment Girod à Saint-Julien-en-Genevois (autrefois fromagerie, restauré en 2007 pour servir de centre de sport et de culture). 
Dans les années 30, Thonon-les-Bains comptait de nombreux architectes tels que Maurice Novarina (1907-2002), Roger Buisson (1905-1971), Jean-Joseph Crosa (1905-1978), François Dupupet (1892-1955), Georges Monico (1896-1979), Nicolas von der Ropp, Louis Rouge (1896-1966), Félix Roy (1901-1963) et Max Vaudaux (1901-1945). 
Il s'intéresse aussi au logement social et construit les logements ouvriers de l'usine Zig-Zag à Vongy.
Durant les années 1950, il travaille et collabore avec l'architecte Maurice Novarina pour de nombreux projets, tels que le lycée de La Versoie. Il continue à produire de nombreux bâtiments jusqu’au début des années 1960.
Louis Moynat décède d'une crise cardiaque le 6 avril 1964, à l'âge de 87 ans, dans sa villa de la Corniche à Thonon.
Il était membre de l'Académie chablaisienne depuis 1902.

### Fonds d'archives
- [PDF] « 1Z Fonds Louis Moyant (architecte) », D. Thabuis, Archives municipales de Thonon-les-Bains, 2003, révisions 2015, 2019.